# Edwin L. Marin
Edwin L. Marin (21 de fevereiro de 1899 – 2 de maio de 1951) foi um diretor de cinema norte-americano, que dirigiu 58 filmes entre 1932 e 1951, trabalhando com Anna May Wong, John Wayne, Peter Lorre, George Raft, Béla Lugosi, Judy Garland, Eddie Cantor, Hoagy Carmichael, entre outros.
Marin nasceu em Jersey City, Nova Jérsei e morreu em Los Angeles, Califórnia. Ele foi casado com a atriz Ann Morriss.

## Filmografia parcial
- The Death Kiss (1932)
- A Study in Scarlet (1933)
- The Casino Murder Case (1935)
- Speed (1936)
- Married Before Breakfast (1937)
- Listen, Darling (1938)
- A Christmas Carol (1938)
- Society Lawyer (1939)
- Fast and Loose (1939)
- Hullabaloo (1940)
- Paris Calling (1942)
- Invisible Agent (1942)
- Two Tickets to London (1943)
- Tall in the Saddle (1944)
- Show Business (1944)
- Johnny Angel (1945)
- Nocturne (1946)
- Abilene Town (1946)
- Christmas Eve (1947)
- Race Street (1948)
- Canadian Pacific (1949)
- Fighting Man of the Plains (1949)
- Colt .45 (1950)
- The Cariboo Trail (1950)
- Sugarfoot (1951)
- Fort Worth (1951)